# غارنافيلو
غارنافيلو (بالإنجليزية: Garnavillo, Iowa)‏ هي مدينة تقع في ولاية آيوا في الولايات المتحدة. تبلغ مساحة هذه المدينة 2.64 (كم²)، وترتفع عن سطح البحر 324 م، بلغ عدد سكانها 745 نسمة في عام 2012 حسب إحصاء مكتب تعداد الولايات المتحدة.

## التركيبة السكانية
قام مكتب تعداد الولايات المتحدة بتحديد بيانات التركيبة السكانية لغارنافيلوفي تعداد الولايات المتحدة. في ما يلي، التركيبة السكانية حسب تعدادي 2000 و2010.

### تعداد عام 2000
بلغ عدد سكان غارنافيلو 754 نسمة بحسب تعداد عام 2000، وبلغ عدد الأسر 327 أسرة وعدد العائلات 205 عائلة مقيمة في المدينة. في حين سجلت الكثافة السكانية 858.3 نسمة لكل ميل مربع (331.4/كم2). وبلغ عدد الوحدات السكنية 357 وحدة بمتوسط كثافة قدره 406.4 نسمة لكل ميل مربع (156.9/كم2).
وتوزع التركيب العرقي للمدينة بنسبة 99.87% من البيض و 0.13% من الأمريكيين الأفارقة.
بلغ عدد الأسر 327 أسرة كانت نسبة 23.9% منها لديها أطفال تحت سن الثامنة عشر تعيش معهم، وبلغت نسبة الأزواج القاطنين مع بعضهم البعض 50.2% من أصل المجموع الكلي للأسر، ونسبة 7.6% من الأسر كان لديها معيلات من الإناث دون وجود شريك، وكانت نسبة 37.3% من غير العائلات. تألفت نسبة 32.1% من أصل جميع الأسر من أفراد ونسبة 21.7% كانوا يعيش معهم شخص وحيد يبلغ من العمر 65 عاماً فما فوق. وبلغ متوسط حجم الأسرة المعيشية 2.72، أما متوسط حجم العائلات فبلغ 2.19.
بلغ العمر الوسطي للسكان 47 عاماً. وكانت نسبة 19.9% من القاطنين تحت سن الثامنة عشر، وكانت نسبة 5.6% بين الثامنة عشر والأربعة وعشرون عاماً، ونسبة 21.5% كانت واقعةً في الفئة العمرية ما بين الخامسة والعشرون حتى والأربعة وأربعون عاماً، ونسبة 24.8% كانت ما بين الخامسة والأربعون حتى الرابعة والستون، ونسبة 28.2% كانت ضمن فئة الخامسة والستون عاماً فما فوق. يوجد لكل 100 أنثى 99.5 ذكر، ويوجد لكل 100 أنثى في الثامنة عشر من عمرها فما فوق 92.4 ذكر.
بلغ متوسط دخل الأسرة في المدينة 35,694 دولار، أما متوسط دخل العائلة فبلغ 44,107 دولار. وكان متوسط دخل الذكور 27,000 دولار مقابل 20,227 دولار للإناث. وسجل دخل الفرد الخاص بالمدينة 20,964 دولار. وكانت نسبة 2.4% من العائلات ونسبة 9.3% من السكان تحت خط الفقر، وكان من هؤلاء نسبة 3.8% تحت سن الثامنة عشر ونسبة 7.6% في الخامسة والستين من العمر وما فوق.

### تعداد عام 2010
بلغ عدد سكان غارنافيلو 745 نسمة بحسب تعداد عام 2010، وبلغ عدد الأسر 332 أسرة وعدد العائلات 201 عائلة مقيمة في المدينة. في حين سجلت الكثافة السكانية 730.4 نسمة لكل ميل مربع (282.0/كم2). وبلغ عدد الوحدات السكنية 359 وحدة بمتوسط كثافة قدره 352.0 لكل ميل مربع (135.9/كم2).
وتوزع التركيب العرقي للمدينة بنسبة 98.3% من البيض و 0.5% من الأمريكيين الأفارقة و 0.4% من عرقين مختلطين أو أكثر.
بلغ عدد الأسر 332 أسرة كانت نسبة 22.3% منها لديها أطفال تحت سن الثامنة عشر تعيش معهم، وبلغت نسبة الأزواج القاطنين مع بعضهم البعض 47.9% من أصل المجموع الكلي للأسر، ونسبة 8.1% من الأسر كان لديها معيلات من الإناث دون وجود شريك، بينما كانت نسبة 4.5% من الأسر لديها معيلون من الذكور دون وجود شريكة وكانت نسبة 39.5% من غير العائلات. تألفت نسبة 35.5% من أصل جميع الأسر من أفراد ونسبة 22.3% كانوا يعيش معهم شخص وحيد يبلغ من العمر 65 عاماً فما فوق. وبلغ متوسط حجم الأسرة المعيشية 2.73، أما متوسط حجم العائلات فبلغ 2.16.
بلغ العمر الوسطي للسكان 48.5 عاماً. وكانت نسبة 17.7% من القاطنين تحت سن الثامنة عشر، وكانت نسبة 5.7% بين الثامنة عشر والأربعة وعشرون عاماً، ونسبة 21.5% كانت واقعةً في الفئة العمرية ما بين الخامسة والعشرون حتى والأربعة وأربعون عاماً، ونسبة 27.2% كانت ما بين الخامسة والأربعون حتى الرابعة والستون، ونسبة 27.9% كانت ضمن فئة الخامسة والستون عاماً فما فوق. وتوزع التركيب الجنسي للسكان بنسبة 49.5% ذكور و50.5% إناث.